# HMS Hermione (74)
Pour les autres navires du même nom, voir HMS Hermione.
Le HMS Hermione (pennant number 74) est un croiseur léger de la Royal Navy, de classe Dido.
Il a été construit par Alexander Stephen and Sons à Glasgow en Écosse. La quille a été posée le 6 octobre 1937. Le bâtiment a été lancé le 8 mai 1939 et mis en service le 25 mars 1941.
Il a été torpillé et coulé le 16 juin 1942 par le U-205 à la position 33° 20′ N, 26° 00′ E. Il était en route vers Alexandrie après avoir escorté le convoi MW 11 jusqu'à Malte. Son commandant Geoffrey Oliver (en) figure parmi les 440 survivants.